# Ходиев, Сайфутдин Ибадуллаевич
Сайфутдин Ибадуллаевич Ходиев (род. 4 августа 1950, Янгиабад, Кашкадарьинская область) — советский и узбекский самбист, бронзовый призёр чемпионата СССР 1974 года, двукратный чемпион мира, Заслуженный мастер спорта СССР, выпускник Узбекского государственного института физической культуры. Выступал в наилегчайшей (до 48 кг) и легчайшей (до 52 кг) весовых категориях. Представлял спортивное общество «Динамо» (Ташкент). Тренировался под руководством Геннадия Калеткина. Работал тренером в Ташкентской республиканской Школе высшего спортивного мастерства.